# Fundação de Empreendimentos Científicos e Tecnológicos
A Fundação de Empreendimentos Científicos e Tecnológicos (Finatec), nasceu com o propósito de viabilizar projetos científicos, tecnológicos e de inovação. Os obstáculos enfrentados pelos professores instituidores nas áreas de Engenharia Mecânica, Engenharia Elétrica e Física da Universidade de Brasília (UnB), como a falta de insumos, longos prazos e burocracias para adquirir os recursos necessários para pesquisa, tornaram-se motivação para instituir a Fundação em 13 de março de 1992.
A fundação é uma entidade de direito privado, reconhecida pelos Ministérios da Educação (MEC) e de Ciência, Tecnologia e Inovação (MCTI) como Fundação de Apoio à Pesquisa, sendo credenciada para prestar serviços à UnB, visto que é sua instituição de origem. 
“A credibilidade da Fundação depende disso e sinto orgulho em acompanhar 30 anos de crescimento, percebendo a importância a nível nacional e consolidando a Finatec como referência em administração de recursos e investimentos”, afirmou o fundador, que reforça a importância de manter o foco no propósito. - Professor Antônio Manoel, fundador da Finatec.
“Nós cumprimos o papel de gestão de recursos de pesquisas. Então quando a carteira de projetos se desenvolve é que o conhecimento agregado se torna cada vez mais importante para potencializar o desenvolvimento da ciência em diversas áreas. A diversidade é a representação do desenvolvimento social.” - Augusto César Brasil, diretor-presidente da Finatec.
A Finatec fica na Asa Norte, dentro do Campus Darcy Ribeiro.